# ناحیه شغنان

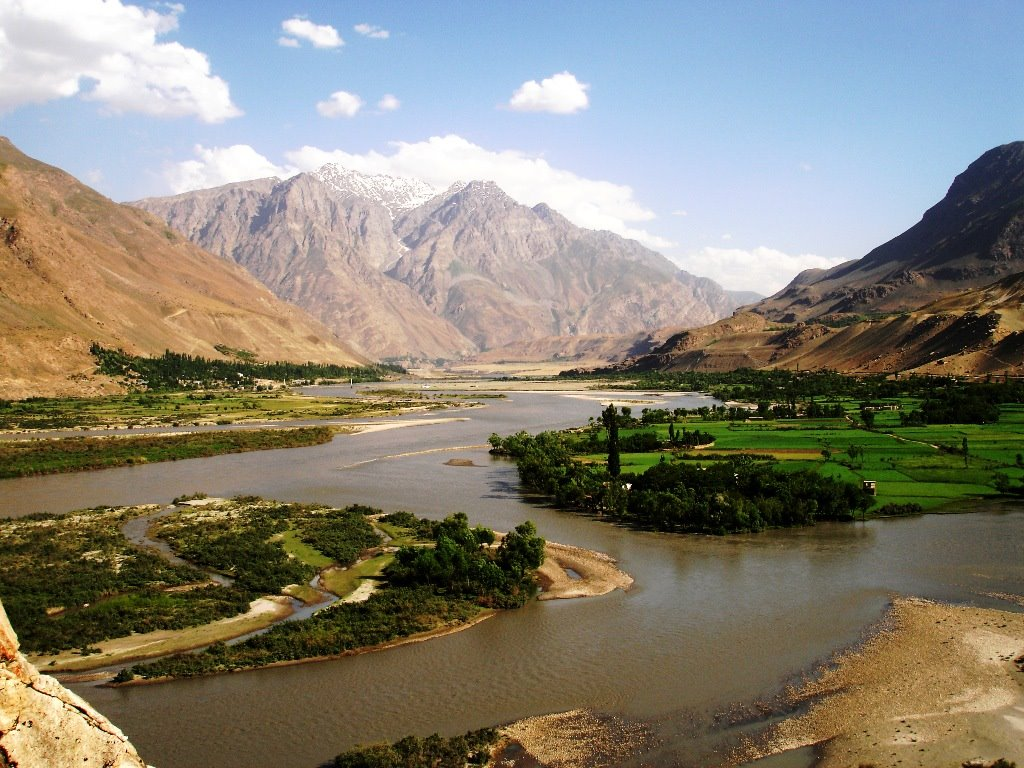
نمای زیبایی از رود پنج، مرز میان افغانستان و تاجیکستان در منطقه شغنان دوطرف.

شُغنان یکی از ناحیه‌های ولایت خودمختار کوهستان بدخشان است که در شرق جمهوری تاجیکستان قرار دارد.
مرکز آن روستای میدِن‌شار است که در کنارهٔ رود پنج در مرز با افغانستان قرار دارد. میدن‌شار در ۱۵ کیلومتری شمال شهر خاروغ در کرانه رود پنج در مرز با افغانستان جای دارد.
این ناحیه ۲۷ اکتبر سال ۱۹۳۲ تأسیس شد.
ناحیه شغنان در میان رشته‌کوه‌های روشان و شغنان واقع است. در شمال با ناحیه روشان، در شرق با ناحیه مرغاب، در جنوب با ناحیه اشکاشم تاجیکستان و در غرب با ولسوالی شغنان ولایت بدخشان افغانستان هم‌مرز است. از شرق ناحیه شغنان به غرب آن رود غند گذر می‌کند، که به رود پنج می‌ریزد. ناحیه شغنان حدوداً ۵۰۰۰ کیلومتر مربع مساحت دارد.

## تاریخچه
بنا بر منابع عربی و فارسی سده‌های میانه، شغنان و روشان در گذشته یک سرزمین بوده و شغنان نام داشته‌اند.
شغنان از زمان سامانیان تا سال ۱۸۹۵ حکومتی مستقل داشته و فرمانروایان آن را «شاخ» می‌خوانده‌اند. قلمرو پادشاهی شغنان سرزمین امروزه ناحیه‌های تاجیکی روشان، شغنان و راشت‌قلعه و ولسوالی افغانستان شغنان در دو کناره رود پنج را در بر می‌گرفته‌است.
سال ۱۸۹۵ پادشاهی شغنان، که در هر دو کناره رود پنج قرار داشت، در پی جهان‌گیری‌های روسیه و بریتانیا دوپاره گردید و کناره راست به امارت بخارا و کناره چپ به افغانستان داده شد.
شغنان در سال‌های ۱۸۷۸ – ۱۹۲۰ یکی از بیکی‌گری‌های امارت بخارا بود و بیک (امیر محلی) در روستای پارشینو اقامت داشت و میر خوانده می‌شد.
پس از انقلاب بخارا در سال ۱۹۲۰ و تأسیس جمهوری خودمختار شوروی تاجیکستان در سال ۱۹۲۴ شغنان بخشی از ولایت خودمختار کوهستان بدخشان شد و ناحیه (شهرستان) شغنان در ۲ ژانویه سال ۱۹۲۵ تأسیس شد. زمانی هم شغنان و راشت‌قلعه یک ناحیه بودند.

## جماعت‌ها
ناحیهٔ (شهرستان) شُغنان هفت جماعت (بخش) دارد:
1. پارشینِو
2. دَرمارَخت
3. نوآباد
4. ساخچَرو
5. سوچان
6. َوَن‌قلعه
7. ویر

بزرگ‌ترین روستاهای شغنان:
پارشینو •  درمارخت •  نوآباد •  ساخچرو •  سوچان •  ون‌قلعه •  ویر
نقاط دیدنی:
چهارباغ خاروغ •  جولانده •  جشمه ناصر خسرو •  دره شاخدره